# Physocephala theca
Physocephala theca är en tvåvingeart som beskrevs av Camras 1960. Physocephala theca ingår i släktet Physocephala och familjen stekelflugor. Inga underarter finns listade i Catalogue of Life.